# Буэнависта, Эдуардо
Эдуардо Банахера Буэнависта (англ. Eduardo Banajera Buenavista; род. 13 октября 1978, Генерал-Сантос, СОККСКСАРХЕН) — филиппинский легкоатлет, специалист по бегу на длинные дистанции, стипльчезу и марафону. Выступал на профессиональном уровне в 2000—2015 годах, обладатель бронзовой медали чемпионата Азии, четырёхкратный чемпион Игр Юго-Восточной Азии, победитель и призёр ряда крупных международных стартов, многократный чемпион Филиппин, действующий рекордсмен страны в беге на 10 000 метров, марафоне и полумарафоне, участник двух летних Олимпийских игр.

## Биография
Эдуардо Буэнависта родился 13 октября 1978 года в городе Генерал-Сантос провинции Южный Котабато, Филиппины.
Впервые заявил о себе в лёгкой атлетике на международном уровне в сезоне 2000 года, когда вошёл в состав филиппинской сборной и благодаря череде успешных выступлений удостоился права защищать честь страны на летних Олимпийских играх в Сиднее. На предварительном квалификационном этапе бега на 3000 метров с препятствиями показал время 9:13.71, чего оказалось недостаточно для выхода в финальную стадию соревнований.
В 2001 году на Играх Юго-Восточной Азии в Куала-Лумпуре одержал победу в беге на 5000 метров и беге на 3000 метров с препятствиями. Во втором случае установил свой личный рекорд — 8:40.77.
В 2002 году в 5000-метровой дисциплине финишировал шестым на чемпионате Азии в Коломбо. На Азиатских играх в Пусане в дисциплинах 5000 и 10 000 метров был девятым и восьмым, установив при этом личные рекорды 13:58.43 и 29:02.36 соответственно. Результат на дистанции 10 000 метров до настоящего времени остаётся действующим национальным рекордом Филиппин.
В 2003 году Буэнависта бежал 5000 метров на чемпионате мира в Париже, выиграл бронзовую медаль в беге на 10 000 метров на домашнем чемпионате Азии в Маниле, тогда как на Играх Юго-Восточной Азии в Ханое стартовал сразу в трёх дисциплинах: одержал победу на дистанции 10 000 метров, получил серебро на дистанции 5000 метров, финишировал четвёртым в 3000-метровом стипльчезе.
В 2004 году с ныне действующим рекордом Филиппин 2:18:44 занял 14-е место на Марафоне Беппу — Оита. Принимал участие в Олимпийских играх в Афинах — здесь в программе марафона показал время 2:28:18, расположившись в итоговом протоколе соревнований на 67-й строке.
В 2005 году стартовал в 5000-метровом беге на чемпионате мира в Хельсинки, в финал не вышел. На домашних Играх Юго-Восточной Азии в Маниле стал серебряным призёром в беге на 10 000 метров. Помимо этого, на полумарафоне в Инчхоне взял бронзу и установил рекорд Филиппин 1:03:42, до настоящего момента остающийся непревзойдённым.
В 2006 году отметился выступлением на Азиатских играх в Дохе, в марафоне с результатом 2:24:50 занял 12-е место.
На Играх Юго-Восточной Азии 2007 года в Накхонратчасиме завоевал бронзовую награду в марафоне.
В 2009 году среди прочего выиграл марафонский забег в рамках Игр Юго-Восточной Азии во Вьентьяне.
На Азиатских играх 2010 года в Гуанчжоу показал 17-й результат в программе марафона.
В 2014 году с результатом 2:33:21 занял 38-е место на Парижском марафоне.
В 2015 году показал 34-й результат на Гонконгском марафоне (2:24:11), в той же дисциплине стал пятым на Играх Юго-Восточной Азии в Сингапуре.
Завершил спортивную карьеру по окончании сезона 2016 года